# Fasciotomie
Een fasciotomie is een operatie die wordt uitgevoerd ter bestrijding van het compartimentsyndroom. De handeling bestaat uit het openen van het te strak zittende spierkapsel. Via een kleine snee in de huid wordt het kapsel blootgelegd en in de lengterichting geopend. 

## Complicaties
Soms ontstaat er een bloeduitstorting ter plaatse van de ingreep, die meestal zonder problemen en spontaan verdwijnt. Zelden ontstaat er een infectie van de operatiewond. De kans dat er een zenuwbeschadiging optreedt als gevolg van de operatie is aanwezig, maar het komt zelden voor. 
Soms wordt later door littekenweefsel de fascie weer te strak en is na verloop van tijd een nieuwe ingreep nodig. 
Ook is bij deze operatie, net als bij een andere operatie, de kans op complicaties aanwezig, zoals nabloeding, wondinfectie of trombose.